# Coenagrion pulchellum
Coenagrion pulchellum là loài chuồn chuồn trong họ Coenagrionidae. Loài này được Vander Linden mô tả khoa học đầu tiên năm 1823.

## Hình ảnh

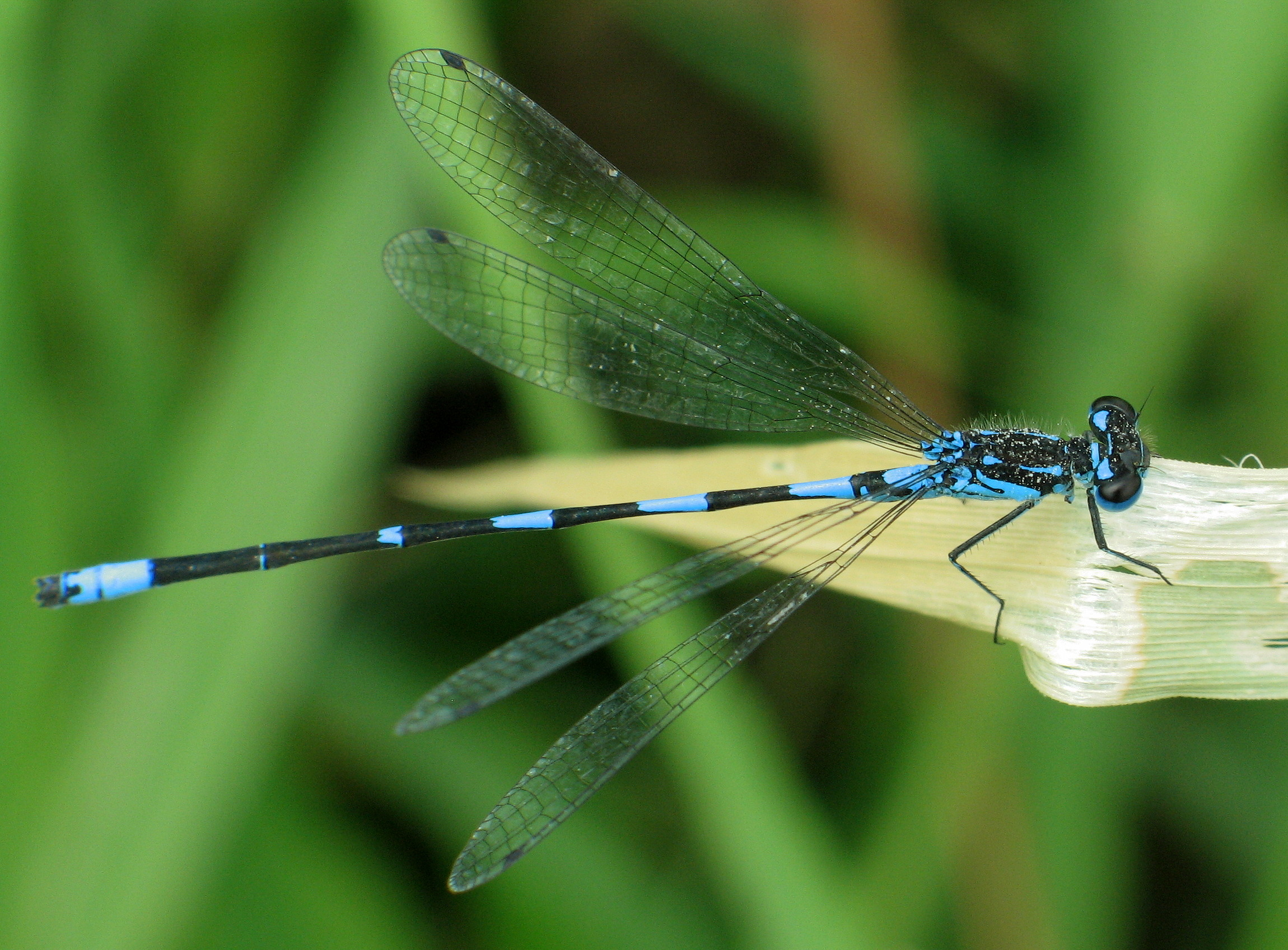
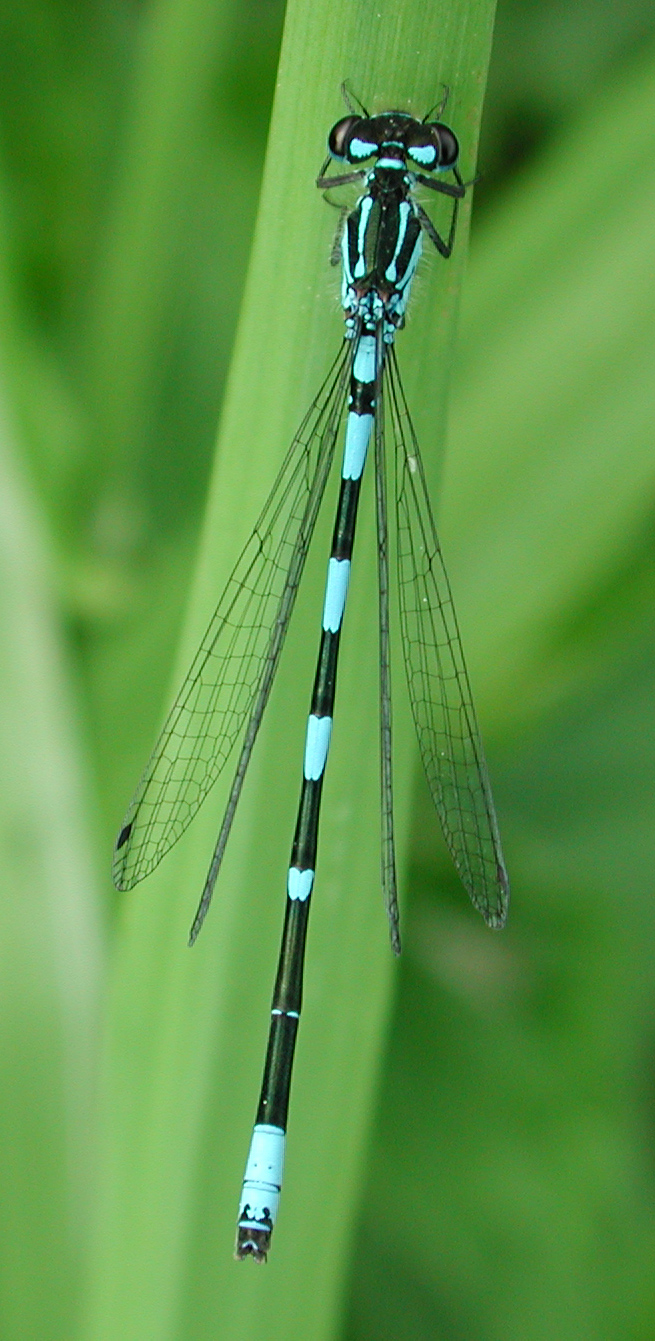
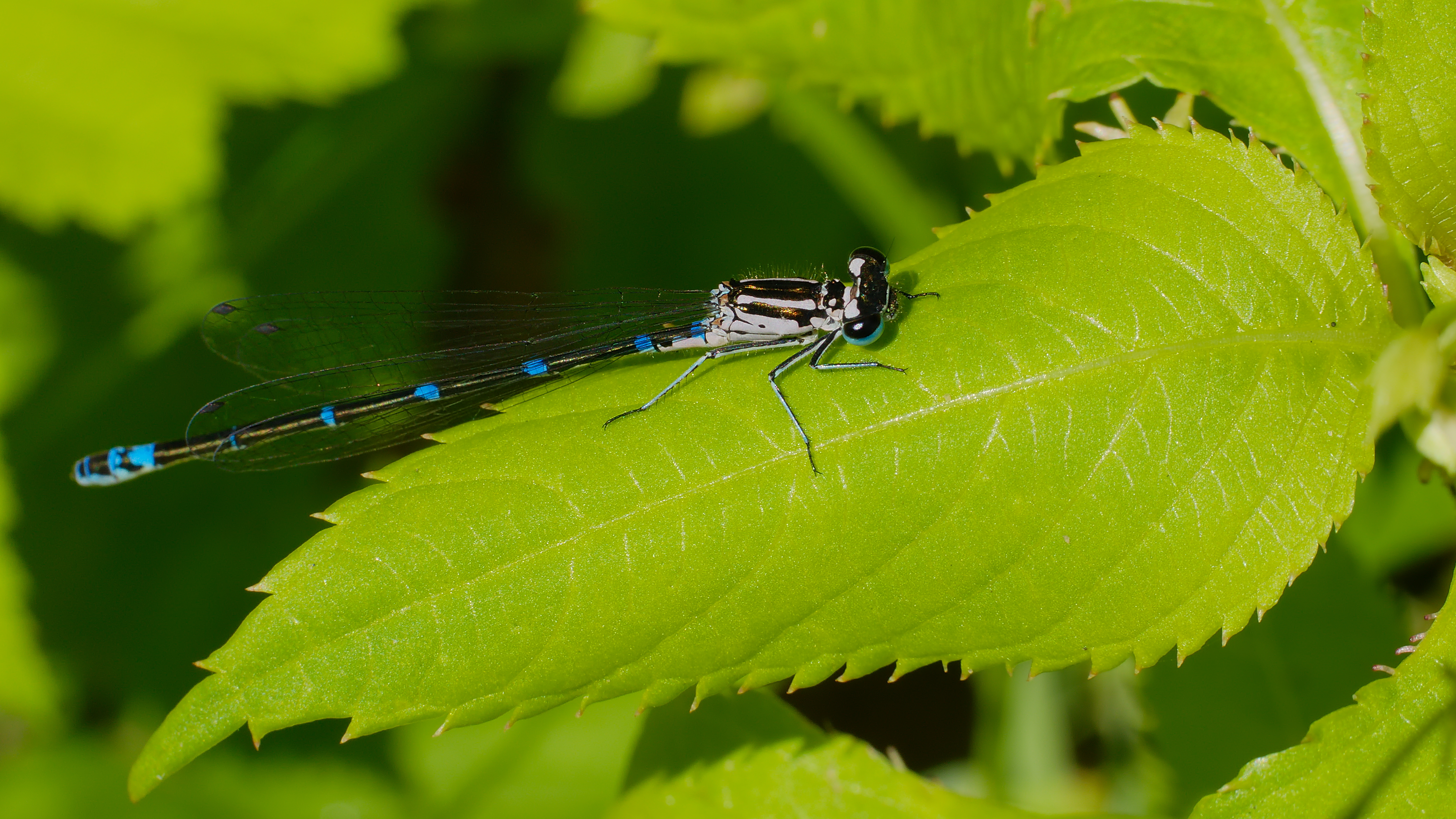
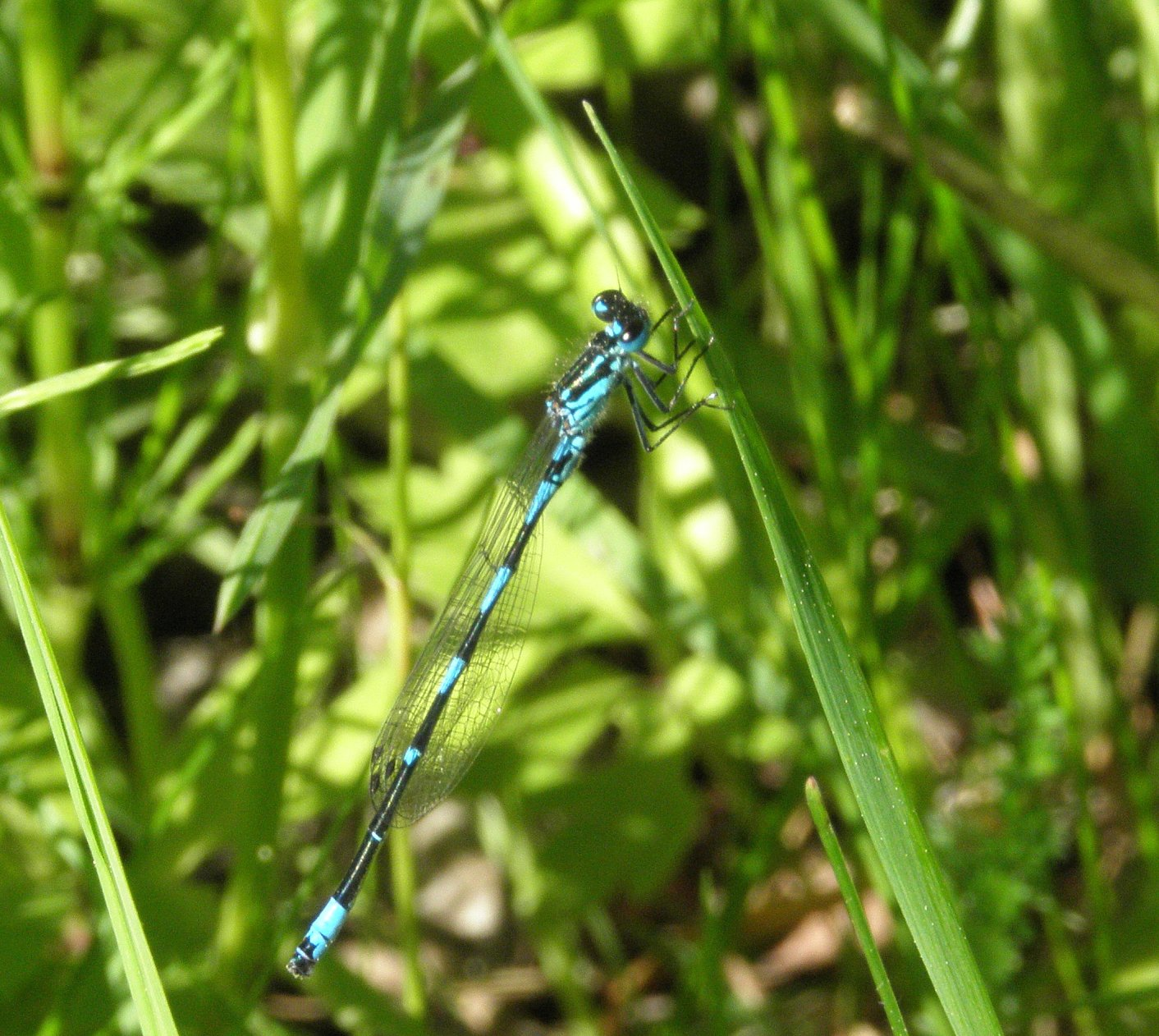